# خالد نزال
خالد نزال شهيد فلسطيني، من مواليد قباطية قرب جنين عام 1948، ومن أبرز قادة ومؤسسي الجبهة الديمقراطية لتحرير فلسطين والثورة العسكرية الفلسطينية، كان قائدا لقوات اسناد الداخل برتبة عقيد في قوات الثورة الفلسطينية، اغتالته المخابرات الإسرائيلية الموساد في اثينا في 9 حزيران عام 1986، بعد قيامه بالاشراف والتخطيط والتنفيذ لعشرات العمليات الفدائية داخل الأراضي المحتلة منذ عام 1967، وبعد ان أصبح أحد أهم المتخصصين بعمليات التسليح لقوات الثورة الفلسطينية في لبنان. وقد شارك في معارك حرب عام 1982 ومعارك حماية المخيمات الفلسطينية.

## الحياة الشخصية
أكمل تعليمه الابتدائي والإعدادي في بلدته قباطية والثانوي في جنين، ومن ثم التحق بمعهد خضوري في مدينة طولكرم. انضم بعد ذلك لصفوف قوات الثورة الفلسطينية، وبعد خروج القوات من الأردن عام 1970 التحق بكلية الاقتصاد في جامعة دمشق.
اقترن بالناشطة النسوية والكاتبة ريما كتانة، وهو نجل الحاج أحمد نزال الذي قاوم الانتداب البريطاني مع الشيخ عز الدين القسام ورفاقه قبل النكبة.

## الإغتيال
في 9 حزيران 1986 اغتالته المخابرات الإسرائيلية الموساد في اثينا في عملية إطلاق نار.

## كِتاب عنه
في يونيو 2023 أصدرت زوجته ريما كتانة كتابها "خالدٌ في حياتي" الذي وثقت فيه سيرة زوجها خالد نزال.